# Doktor
Doktor je zkrácené označení některého z akademických titulů či vědeckých hodností – doktorátu. Rozlišuje se, zda byl získán rigorózní zkouškou (tzv. malý doktorát, 7 v ISCED), nebo doktorským studiem, resp. obhajobou disertační práce (tzv. velký doktorát, 8 v ISCED). Pro různé doktoráty se může při neoficiální komunikaci používat obecná zkratka slova doktor, tedy prostého dr. (na začátku větného celku pak s velkým písmenem – Dr.), neměla by ale být zaměňována se zkratkou postgraduálního titulu doktora. Doktor je také slovní označení titulu Ph.D. Zkratka Dr. s velkým písmenem je tedy spíše správně spjata právě s tzv. velkými doktoráty.
Odvozeně od akademického titulu doktora medicíny se v lidové mluvě slovo doktor často používá jako označení lékaře.

## Historie
Doktor ve svém původním významu (lat. doctor) znamená učitele, vyučujícího. Za starého Říma tak byli označováni ti, kteří konali veřejné přednášky. Asi od 12. století se z označení „doktor“ stalo čestné označení učenců, k němuž byl připojován výstižný přívlastek. Např. Tomáš Akvinský byl doctor angelicus, Jan Duns Scotus doctor subtilis nebo Roger Bacon doctor mirabilis. Církevní otcové byli nazývání doctores ecclesiae a jako doctores thalmudiaci vystupovali židovští učenci, znalci talmudu.
Na boloňské univerzitě se nicméně postupně v okruhu učitelů římského práva (doctores legum) z čestného titulu stala zvláštní akademická hodnost, která se rozšířila do celé Evropy. Učitelé kanonického práva byli zváni doctores canonum et decretalium a v okamžiku, kdy se sloučilo studium světského a církevního práva, vznikl dodnes užívaný titul doktora obojího práva (iuris utriusque doctor). Vedle něj pak na pařížské univerzitě vznikl doktorát teologie (theologiae doctor) a pak také lékařství, fyziky, gramatiky, logiky apod. Povinným předstupněm k získání doktorátu bylo ale přípravné bakalářské studium na artistické fakultě, následované ziskem licenciátu. Kromě titulu doktora bylo používáno také označení „mistr“, nejen na pražské univerzitě, ale i na řadě dalších evropských univerzit získávali doktorát právníci a lékaři, zatímco na bohoslovecké a artistické fakultě byl nejvyšším titulem mistr (magister). Později však magisterský titul vyšel z užívání a až do moderní doby zůstal již jen doktorát (ThDr., JUDr., MUDr., PhDr. a další později vzniklé doktoráty). V Praze a Vídni tvořili absolventi univerzit s doktorátem tzv. doktorské sbory, které se až do roku 1873 mj. podílely na správě univerzity a příslušných fakult a na doktorských zkouškách.

## Dr. jako zkratka titulu
Zkratka Dr. je někdy jako zkratka některého z doktorátů používána neoprávněně, či nepřesně. Podle zákona o vysokých školách mohou sice české univerzity udělovat kromě doktorského titulu Ph.D. také další akademické doktorské tituly (po absolvování rigorózní zkoušky, tzv. malé doktoráty), ty jsou ale vždy v plné a nezkratitelné formě jednoznačně označeny jako „doktor přírodních věd“ (RNDr.), „doktor filozofie“ (PhDr.), „doktor medicíny“ (MUDr.), „doktor práv“ (JUDr.) apod., takže uvedením zkratky „Dr.“ by v takovém případě (např. v plné formě „JUDr. Jan Novák“, ve zkrácené „Dr. Jan Novák“) bylo nejen nejasné, o konkrétně jaký doktorát jde, ale především by došlo k záměně s dřívějším akademicko-vědeckým titulem doktor se zákonem určenou zkratkou „Dr.“ (tzv. velkým doktorátem).
Jiným případem je ovšem zkrácení doktorského titulu ve významu oslovení, protože to může být podle nejvyššího titulu zapsáno ve větě zkratkou. V takovém případě pak nejde o zkratku Dr., ale o zkratku dr. s malým písmenem a tedy např. při oslovení jak „PhDr. Jana Nováka“, tak „Jana Nováka, Ph.D.“ lze užít formy „dr. Jan Novák“ (u velkých doktorátů se pak běžně používá Dr.).

## Jednotlivé doktoráty
| zkratka titulu | latinský význam zkratky         | titul                           |
| -------------- | ------------------------------- | ------------------------------- |
| dr. h. c.      | doctor honoris causa            | čestný doktor                   |
| Dr.            | doctor                          | doktor                          |
| DrSc.          | doctor scientiarum              | doktor věd                      |
| DSc.           | doctor scientiarum              | doktor věd                      |
| ICDr.          | iuris canonici doctor           | doktor kanonického práva        |
| JUDr.          | juris utriusque doctor          | doktor práv                     |
| MDDr.          | medicinae dentium doctor        | doktor zubního lékařství        |
| MSDr.          | medicinae stomatologicae doctor | doktor stomatologie             |
| MUDr.          | medicinae universae doctor      | doktor medicíny                 |
| MVDr.          | medicinae veterinariae doctor   | doktor veterinární medicíny     |
| PaedDr.        | paedagogiae doctor              | doktor pedagogiky               |
| PharmDr.       | pharmaciae doctor               | doktor farmacie                 |
| Ph.D.          | philosophiae doctor             | doktor                          |
| PhDr.          | philosophiae doctor             | doktor filozofie                |
| RCDr.          | rerum commercialium doctor      | doktor obchodních věd           |
| RNDr.          | rerum naturalium doctor         | doktor přírodních věd           |
| RSDr.          | rerum socialium doctor          | doktor sociálně-politických věd |
| RTDr.          | rerum technicarum doctor        | doktor technických věd          |
| Th.D.          | theologiae doctor               | doktor teologie                 |
| ThDr.          | theologiae doctor               | doktor teologie                 |